# NGC 3214
NGC 3214 (również PGC 30419) – galaktyka spiralna (S0-a), znajdująca się w gwiazdozbiorze Wielkiej Niedźwiedzicy. Odkrył ją Ralph Copeland 9 marca 1874 roku.